# No Sacrifice, No Victory
No sacrifice, no victory es el séptimo álbum de estudio de la banda sueca HammerFall, lanzado el 20 de febrero de 2009 por el sello Nuclear Blast.
El material fue grabado en parte en los estudios PAMA Studios en Torsås y en los estudios Sonic Train Studios en Varberg, propiedad del guitarrista Andy LaRocque. El álbum incluye el tema instrumental "Something for the ages" compuesto por el nuevo guitarrista Pontus Norgren, y la versión "My sharona" de The Knack. El guitarrista Pontus Norgren se unió a HammerFall como sustituto de Stefan Elmgren, quien abandonaría la agrupación para iniciar sus propios proyectos.

## Lista de canciones
| N.º   | Título                            | Escritor(es)                    | Duración |  |
| 1.    | «Any means necessary»             | Joacim Cans, Oscar Dronjak      | 3:37     |  |
| 2.    | «Life is now»                     | Cans, Dronjak                   | 4:45     |  |
| 3.    | «Punish and enslave»              | Cans, Dronjak                   | 3:59     |  |
| 4.    | «Legion»                          | Cans, Dronjak                   | 5:38     |  |
| 5.    | «Between two worlds»              | Dronjak                         | 5:30     |  |
| 6.    | «Hallowed be my name»             | Cans, Dronjak                   | 3:58     |  |
| 7.    | «Something for the ages»          | Pontus Norgren                  | 5:05     |  |
| 8.    | «No sacrifice, no victory»        | Cans, Dronjak                   | 3:34     |  |
| 9.    | «Bring the hammer down»           | Cans, Stefan Elmgren            | 3:43     |  |
| 10.   | «One of a kind»                   | Cans, Dronjak, Jesper Strömblad | 6:16     |  |
| 11.   | «My sharona» (cover de The Knack) | Doug Fieger, Berton Averre      | 3:57     |  |
| 50:06 |                                   |                                 |          |  |

FORMACIÓN:
Oscar Dronjak - Guitarra y voz
Joacim Cans - Voz
Anders Johansson - Batería
Pontus Norgren - Guitarra y voz
Fredrik Larsson - Bajo y voz